# هارون أوغدن
هارون أوغدن (بالإنجليزية: Aaron Ogden)‏ هو سياسي أمريكي، ولد في 3 ديسمبر 1756 في إليزابيث في الولايات المتحدة، وتوفي في 19 أبريل 1839 في جيرسي سيتي في الولايات المتحدة. حزبياً، نشط في الحزب الفيدرالي الأمريكي. وقد انتخب حاكم نيو جيرسي ‏ (29 أكتوبر 1812 – 29 أكتوبر 1813) وانتخب عضو جمعية نيوجيرسي العامة وانتخب عضو مجلس الشيوخ الأمريكي.